# Kara no Shōjo
Kara no Shōjo (яп. 殻ノ少女) — компьютерная игра в жанрах визуальной новеллы/эроге, разработанная Innocent Grey и выпущенная самостоятельно 4 июля 2008 года для Windows. Позже игра была портирована на PSP и Android. 29 июня 2011 года компания MangaGamer выпустила англоязычную версию игры.

## Игровой процесс
Геймплей Kara no Shōjo в основном состоит в чтении диалогов и принятии решений, влияющих на исход игры.
Время от времени главному герою игры — Рейджи — поручается расследовать места преступлений в поисках улик. Нахождение некоторых улик может повлиять на дальнейший ход игры. После этого игрок должен собрать воедино картину произошедшего и ответить на несколько вопросов о деле, опираясь на улики. В случае недостатка улик расследование можно провалить, что повлияет на концовку игры.
В игре есть система путешествий, с помощью которой игрок может перемещаться по различным локациям Токио. Её можно использовать только в определённые дни ограниченное количество раз.

## Сюжет
Действие игры разворачивается в Японии после Второй мировой войны в 1956 году. Рейджи Токисаки (англ. 時坂玲人), частный детектив, занимается расследованием серии громких убийств по просьбе своего бывшего коллеги и лучшего друга Кёдзо Уодзуми (яп. 魚住夾三), работающего в Токийской полиции. Рейджи, вспомнив похожую серию убийств шестилетней давности, из-за которой он потерял свою невесту, соглашается.
Через некоторое время, гуляя по парку, Рейджи встречает старшеклассницу из Женской академии Оуба по имени Токо Кучики (яп. 朽木冬子), которая просит помочь ей найти настоящую себя. Поначалу Рейджи не понимает, что она имеет в виду, но позже узнаёт о сложном прошлом Токо, имеющем к серии убийств гораздо более близкое отношение, чем кажется. Рейджи начинает совмещать расследование продолжающихся убийств в Токио и знакомство с Токо и её друзьями и одноклассниками.

## Разработка и выпуск
Kara no Shōjo была разработана студией Innocent Grey по идее Мики Сугины. В январе 2008 года прошло прослушивание на роль пяти главных героинь игры, на которое пришли 254 претендентки.
4 мая 2008 года была выпущена первая демо-версия игры, а 4 июля 2008 года — полная версия. Бонусом за предварительный заказ шла специальная упаковка и 82-страничная книга с иллюстрациями.
В 2011 году был анонсирован сиквел с рабочим названием Kara no Shōjo 2 (яп. 殻ノ少女2). Игра вышла 8 февраля 2013 года под названием Kara no Shōjo: The Second Episode. Заключительная часть серии, Kara no Shōjo: The Last Episode , была выпущена в Японии 25 декабря 2020 года.
29 июня 2011 года была выпущена англоязычная версия Kara no Shōjo в сотрудничестве с MangaGamer и tlwiki. Второй эпизод был выпущен на английском 30 октября 2015 года.

## Музыка
Композитором игры выступил MANYO. Вступительную композицию исполнила Харука Симоцуки. Саундтрек под названием Azure был выпущен в один день с игрой, 4 июля 2008.

## Продажи
В июне 2008 года, за месяц до выхода, Kara no Shōjo стала шестой самой предзаказываемой игрой в Японии.

## Адаптации
В 2010 году вышел двухсерийный хентай, созданный MS pictures по мотивам игры.